# Liste der Kulturdenkmäler in Marienrachdorf
In der Liste der Kulturdenkmäler in Marienrachdorf sind alle Kulturdenkmäler der rheinland-pfälzischen Ortsgemeinde Marienrachdorf aufgeführt. Grundlage ist die Denkmalliste des Landes Rheinland-Pfalz (Stand: 21. Dezember 2021).

## Einzeldenkmäler
| Bezeichnung                       | Lage               | Baujahr    | Beschreibung                                                                               | Bild                           |
| --------------------------------- | ------------------ | ---------- | ------------------------------------------------------------------------------------------ | ------------------------------ |
| Katholische Pfarrkirche St. Maria | Kirchstraße 1 Lage |            | romanischer Westturm, teilweise klassizistisch erneuert, spätklassizistisches Schiff, 1837 | weitere Bilder Fotos hochladen |
| Gemeindehaus                      | Ringstraße 2 Lage  | um 1920/30 | Walmdachbau, teilweise Fachwerk, Heimatschutzstil, um 1920/30                              | Fotos hochladen                |